# 中煤裝備
石家莊中煤裝備製造股份有限公司，簡稱石家莊中煤裝備製造股份、石家莊中煤裝備製造、石家莊中煤裝備，以及中煤裝備（英語：Shijiazhuang Zhongmei Coal Mine Equipment Manufacture Company Limited，深交所：002691），於2003年由河北冀凯实业集团有限公司，於石家庄高新区黄河大道89号（總部）設立，當時名為「石家莊中煤裝備製造有限公司」。
現時在國內經營研發、製造、銷售支護機具、安全鑽機、掘進設備和運輸機械等煤炭機械裝備，董事長為馮春保。招股價為7.4元人民幣，發行新股為5000萬股，集資額為3.3億元人民幣，股份則在2012年7月31日於深交所中小板上市。

## 連結
- Sjzzm.com（页面存档备份，存于）